# Hanswalter Graf

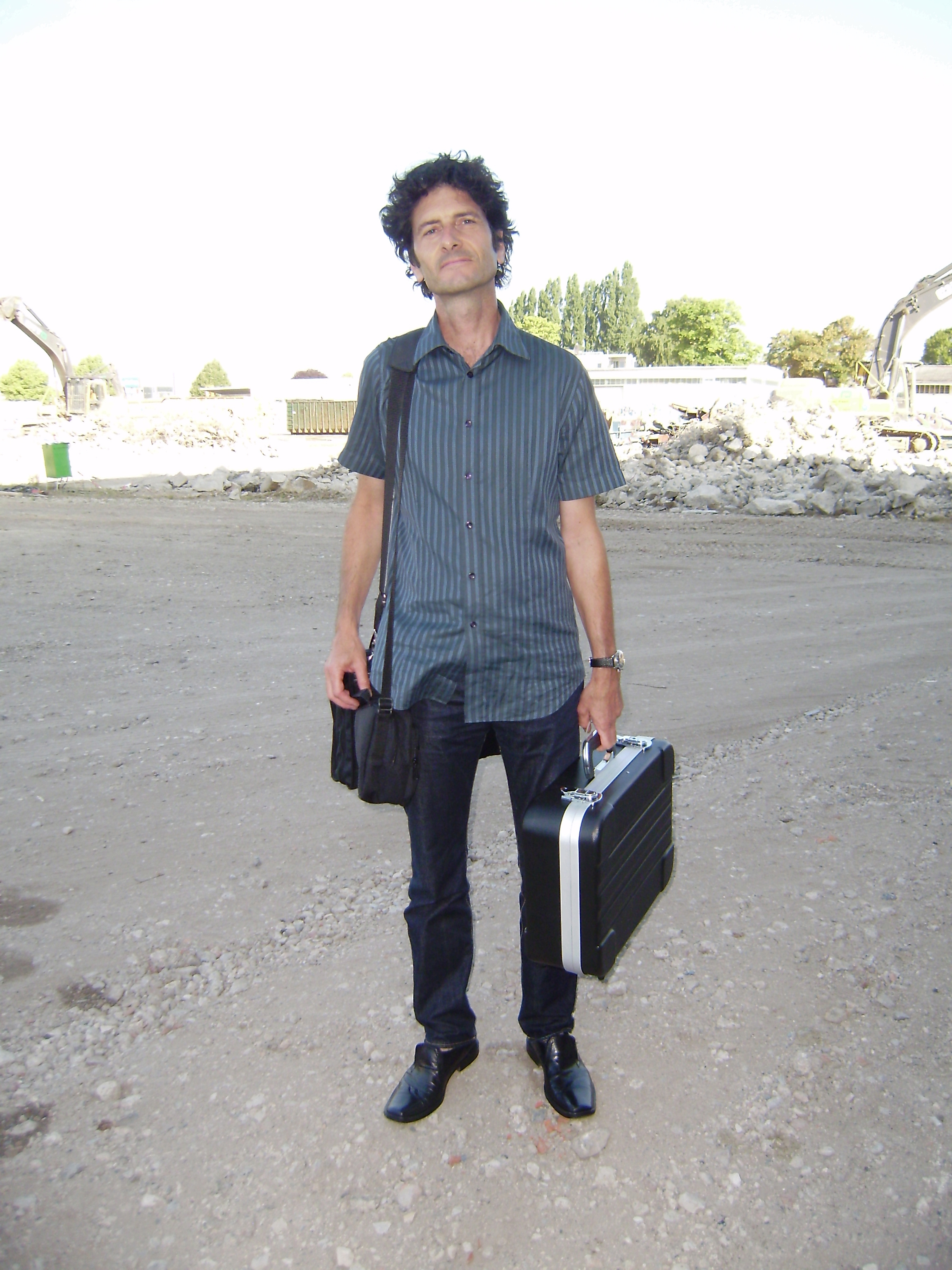
Hanswalter Graf 2009 in Hannover

Hanswalter Graf (* 19. März 1961 in Oberdiessbach) ist ein Schweizer Konzeptkünstler.

## Leben und Wirken
Graf wuchs in Thun auf und besuchte von 1976 bis 1981 das Lehrerseminar in Spiez. Von 1986 bis 1993 studierte er Integration Kunst und Architektur an der Kunstakademie Düsseldorf bei   Christian Megert. Zu dieser Zeit begann er auch seine Studien an Bauten und Städtebauprojekten mit sozialen und skulpturalen Aspekten, so etwa von Shigeru Ban oder Rural Studio.  
Mitte der 1990er-Jahre entschied Graf, sich ausschließlich auf die Realisierung von Projekten im öffentlichen Raum zu konzentrieren. Der Fokus liegt seither auf architektonischen, raumbezogenen oder sozialen Zusammenarbeiten mit den jeweiligen Nutzern oder anderen Gruppen. Es sind Langzeitprojekte, die sich über Monate oder auch über mehrere Jahre erstrecken. Die Projekte entstehen oft im Auftrag von Gemeinden, Schulen, Firmen, Vereinen und vereinzelt auch aus Kunst-und-Bau-Verfahren.
Unter Grafs Anleitung wird Kunst zu einer Handlungsform. Er will die Beteiligten ermutigen, aktiv in ihre Umwelt einzugreifen und diese zu verändern. Die realisierten Projekte sind auf den jeweils spezifischen Kontext zugeschnitten und fallen daher sehr unterschiedlich aus: Installationen und Wandmalereien, Kulissen, Strassenschilder oder Werbung, Markierungen, Bilder, Tauschobjekte, Fahrzeuge, aber auch Architekturelemente oder kleine Bauten.

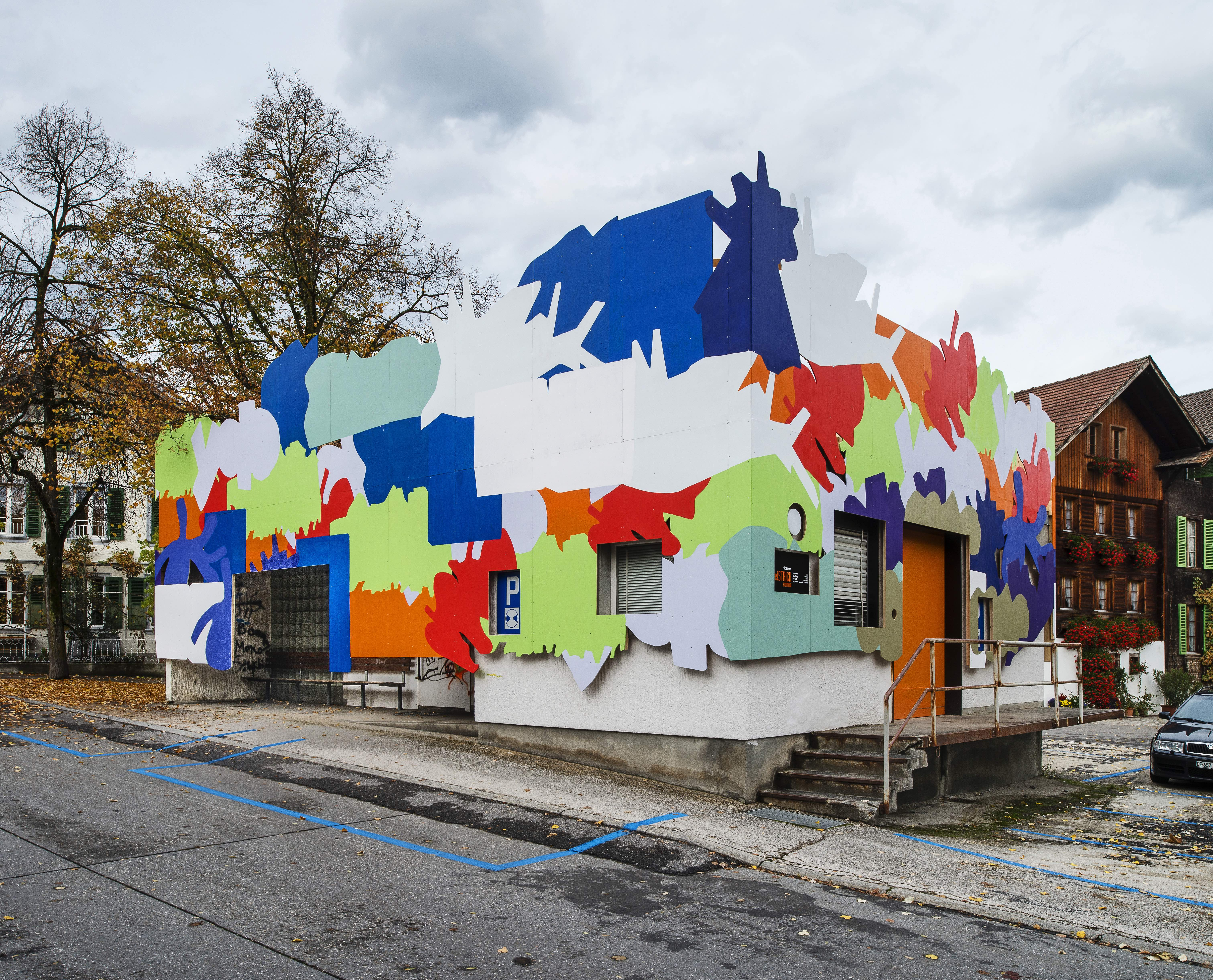
Kunsthaus Steffisburg, 2014

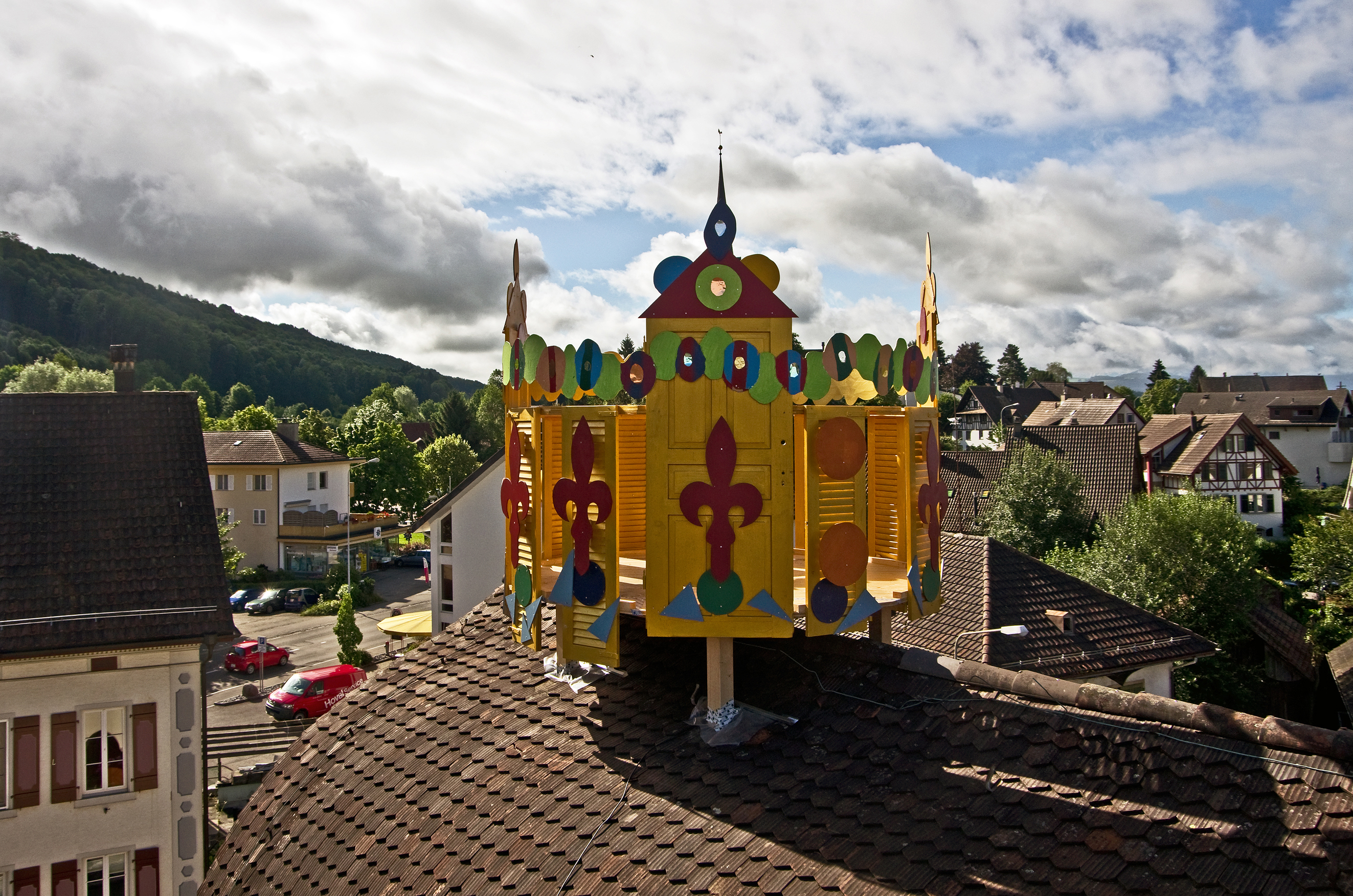
Bauhausen, 2012

## Projekte (Auswahl)
- Echo, Bern, 1996
- Lockheed, Genf, 1999
- Marker, Thun, 1999–2004
- Der Besucher, Düsseldorf, 2005–2008
- Tanner & Holzer, Ballenberg, 2006–2007
- réservé, Thun, 2007–2009
- Tecan Tuning, Salzburg, 2008
- Sweden Quick Alhambra, Kanada, USA, 2009
- Kosmos Salzgitter, Salzgitter-Bad, 2009
- U-16, Hilterfingen, 2010
- Bauhausen, Hausen am Albis, 2011–2012
- Spiezpropeller, Spiez, 2011–2016
- ToMA, Taxi of Modern Art, Amriswil, 2011–2016
- Fertig machen, Stadt Zug, 2013
- Kunsthaus Steffisburg, Gemeinde Steffisburg, 2013–2015
- Chevrolet, Basel, 2014
- Plan B, Nidau, 2015–2018
- Little Big Boca, Buenos Aires, 2017
- Hund Zwilch Girly, Zürich, 2018
- HF, Bern, 2020

## Auszeichnungen
- 1987 Aeschlimann Corti Stipendium
- 1989 Atelierstipendium Scuol, BINZ 39
- 1991 Reisestipendium Rom, Kunstakademie Düsseldorf
- 2006 Kunstpreis der Stadt Thun
- 2009 Reisestipendium Kanada / USA, Kanton Bern
- 2017 Atelierstipendium Buenos Aires, Städtekonferenz Kultur